# Takarazuka Revue

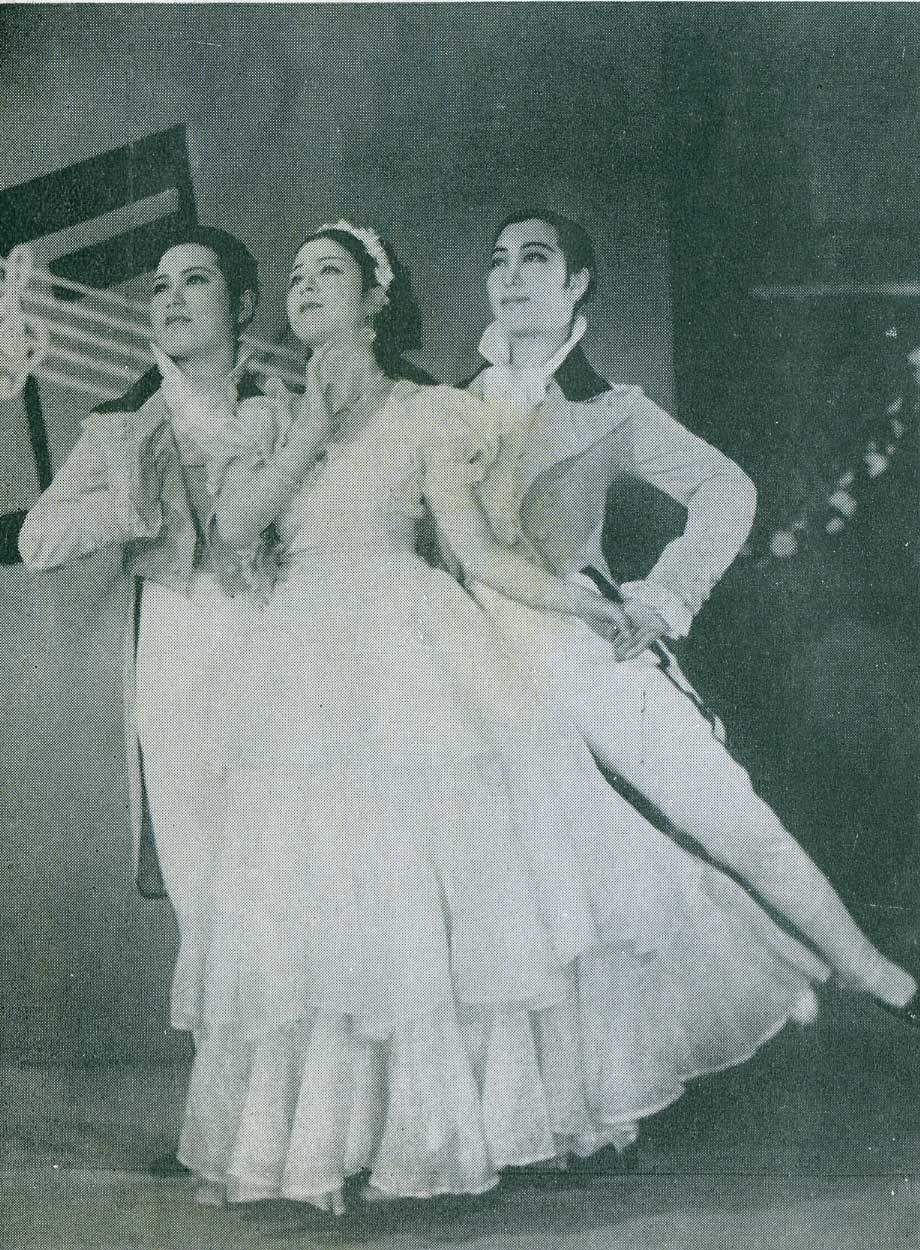
Un momento di uno spettacolo della Takarazuka Revue, circa 1935.

La Takarazuka Revue è una compagnia di teatro musicale giapponese che ha sede nella città di Takarazuka, nella prefettura di Hyōgo. La compagnia è interamente femminile e mette in scena principalmente musical di stampo occidentale, sullo stile di Broadway; celeberrimo successo è la loro messa in scena del manga Le rose di Versailles di Riyoko Ikeda.
Il loro motto è: "con purezza, con onestà, con bellezza".
Altri spettacoli sono invece ispirati a classici della letteratura occidentale, quali Anna Karenina e Il grande Gastby e film come Casablanca.

## Storia
Takarazuka è una cittadina vicino a Osaka, dove si trova il capolinea della Linea Imazu delle Ferrovie Hankyū. Per pubblicizzarne i servizi offerti, l'allora presidente della compagnia ferroviaria Ichizō Kobayashi organizzò rappresentazioni a carattere musicale mediante l'impiego di sole artiste femminili.
La prima rappresentazione si tenne nel 1914. Dieci anni dopo, la compagnia divenne tanto popolare da ottenere un proprio teatro in Takarazuka, il Grand Theater. In seguito la compagnia ha aperto un teatro con il proprio nome anche a Tokyo.